# Cưỡi ngựa tại Đại hội Thể thao Đông Nam Á 2005
Bộ môn Cưỡi ngựa tại Đại hội Thể thao Đông Nam Á 2005 được thi đấu trong ngày 27 tháng 11 năm 2005 tại CLB Alabang Country Club, ngoại vi thành phố Muntinlupa, Metro Manila, Philippines. Các vận động viên sẽ tranh 2 bộ huy chương ở 2 nội dung nhảy cá nhân và đồng đội.
| Tổng sắp huy chương SEA Games 2005 Bộ môn Cưỡi ngựa |             |      |     |      |      |
| Hạng                                                | Đoàn        | Vàng | Bạc | Đồng | Tổng |
| 1                                                   | Philippines | 1    | 1   | 1    | 3    |
| 2                                                   | Malaysia    | 1    | 1   | 0    | 2    |
| 3                                                   | Thái Lan    | 0    | 0   | 1    | 1    |
|                                                     | Tổng        | 2    | 2   | 2    | 6    |

## Vận động viên đoạt huy chương
| Nội dung | Vàng | Bạc | Đồng |
| -------- | --- | --- | --- |
| Cá nhân  | Qabil Ambak Ngựa: Camelias | Marie Antoinette Leviste Ngựa: Globe Platinum Maktub                                                                            | Juan Ramon Lanza Ngựa: Don't Cry for Me |
| Đồng đội | Philippines Joker Arroyo (Ngựa: Without a Doubt) Mikaela Cojuangco Jaworski (Ngựa: Globe Platinum Leap of Faith) Juan Ramon Lanza (Ngựa: Don't Cry for Me) Marie Antoinette Leviste (Ngựa: Globe Platinum Maktub) | Malaysia Syed Omar Al-Mohdzar (Ngựa: Cora) Qabil Ambak (Ngựa: Camelias) Quzier Ambak (Ngựa: Calano) Lea Tan (Ngựa: La-Bonita 2) | Thái Lan Nahone Kamolsiri (Ngựa: Late Black Sun) Sira Konglapamnuay (Ngựa: Amber) Dhewin Manathanya (Ngựa: Nairobi) Varat Ngowabunpat (Ngựa: Luxor 91) |